# Ru de Gally
Le ru de Gally est un ruisseau de 21,9 km de long, affluent de rive droite de la Mauldre, qui coule dans le département des Yvelines, dans la région Île-de-France, et donc sous-affluent de la Seine.

## Géographie
Le ru de Gally prend sa source dans le parc de Versailles à l'est de la ferme de Gally, entre le Grand Canal et le parc du Grand Trianon. En aval de la ferme de Gally, il traverse Thiverval-Grignon et notamment l'ancien domaine de l'institut national agronomique Paris-Grignon ainsi que le moulin de la Bonde à Crespières (propriété de Georges Brassens de 1958 à 1971) avant de rejoindre la Mauldre en aval de Beynes, au lieu-dit « la Maladrerie » à 42 m d'altitude. Son cours suit une orientation générale sud-est/nord-ouest.
Ce ruisseau draine la plaine de Versailles, qui est pour partie (2 650 ha) un site classé par décret du 7 juillet 2000[réf. nécessaire]. Son bassin versant couvre 120 km2 sur lesquels vivent 200 000 habitants[réf. nécessaire].

### Communes et cantons traversés
Dans le seul département des Yvelines, le ru de Gally traverse treize communes.
De l'amont vers l'aval :
- Versailles, Saint-Cyr-l'École, Bailly, Fontenay-le-Fleury, Noisy-le-Roi, Rennemoulin, Villepreux, Chavenay, Davron, Thiverval-Grignon, Crespières, Beynes, Mareil-sur-Mauldre.

### Bassin versant
Le ru de Gally traverse une seule zone hydrographique La Mauldre du confluent du ru Maldroit (exclu) au confluent de la Seine (H305) pour une superficie de 381 km2.

### Organisme gestionnaire
Le bassin de la Mauldre est géré par le COBAHMA (Comité de bassin hydrographique de la Mauldre et de ses affluents), qui rassemble les soixante-six (66) communes intéressées (environ 400 000 habitants) par la Mauldre et ses affluents sous l'égide du conseil général des Yvelines. Créé en 1992, il est présidé par Jean-François Raynal, conseiller général du canton de Poissy-Nord.

## Affluents
Le ru de Gally a cinq affluents référencés :
- l'aqueduc de l'Avre, 104,7 km
- le ru de Saint-Cyr,
- le ru de Chevreloup,
- le ruisseau de l'Oisemont,
- un bras du ru de Gally,

Donc son rang de Strahler est de deux.

## Hydrologie

### Le ru de Gally à Thiverval-Grignon
Le ru de Gally a été observé depuis le 1er novembre 1987, à 57 m d'altitude , à la station H7914120 Le ru de Gally à Thiverval-Grignon (Les Quatre Pignons) pour un bassin versant de 88,2 km2.
Son débit moyen est relativement faible, avec 660 l/s.

### Étiage ou basses eaux
À l'étiage, c'est-à-dire aux basses eaux, le VCN3, ou débit minimal du cours d'eau enregistré pendant trois jours consécutifs sur un mois, en cas de quinquennale sèche s'établit à 0,280 m3/s, ce qui reste très confortable,.

### Crues
Sur cette période d'observation, le débit journalier maximal a été observé le 31 mai 2016 pour 6,88 m3/s. Le débit instantané maximal a été observé le 5 décembre 1998 avec 9,1 m3/s en même temps que la hauteur maximale instantanée de 1,05 m.
Le QIX 2 est de 5,9 m3/s, le QIX 5 est 7,6 m3/s, le QIX 10 est de 8,8 m3/s, le QIX 20 est de 10 m3/s et le QIX 50 est de 11 m3/s.

### Lame d'eau et débit spécifique
La lame d'eau écoulée dans cette partie du bassin versant de la rivière est de 236 millimètres annuellement, ce qui est légèrement en dessous de la moyenne en France, à 300 mm/an. Le débit spécifique (Qsp) atteint 7,5 litres par seconde et par kilomètre carré de bassin.